# Romulus Augustulus
Flawiusz Romulus Augustus (łac. Flavius Romulus Augustus, zwany później przez swych wrogów szyderczo Augustulus, „Auguścik”, „cesarzątko”; ur. ok. 463, zm. po 507) – ostatni cesarz zachodniorzymski, syn Orestesa, naczelnika wojsk, który w rzeczywistości sprawował władzę.

## Życiorys

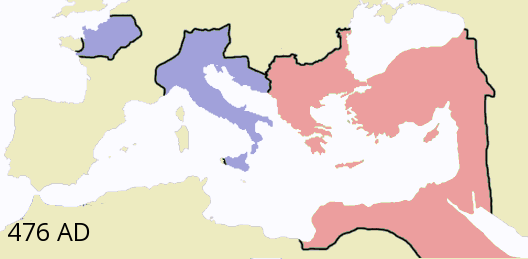
Fiolet: Cesarstwo zachodniorzymskie w przededniu upadku. Róż: Cesarstwo wschodniorzymskie

Panował od 31 października 475 do 4 września 476 roku. Właściwą władzę w jego imieniu sprawował jego ojciec Orestes, który jako magister militum praesentalis, czyli głównodowodzący wojsk rzymskich, zbuntował się przeciwko Juliuszowi Neposowi. Orestes przyjął tytuł patrycjusza i dowódcy obu rodzajów wojsk (magister utriusque militiae).
W sierpniu 476 na czele buntu wojsk barbarzyńskich w Italii złożonych ze Skirów, Herulów i Alanów stanął Odoaker, który pokonał Orestesa pod Ticinum (obecnie Pawia). Przyczyną buntu była odmowa Orestesa nadania żołnierzom ziemi w Italii. Sam Orestes zginął 28 sierpnia 476, a 4 września pod Rawenną zabito jego brata Pawła. Romulus przebywający w Rawennie został pozbawiony władzy przez Odoakra, który jednak zachował ustępującego cesarza przy życiu, obdarzył go majątkiem ziemskim na północ od dzisiejszego Neapolu i nakazał wypłacanie corocznej renty w wysokości 6000 solidów (odpowiadało to mniej więcej rocznemu dochodowi rzymskiego senatora). Zamieszkał w willi Castellum Lucullanum. Być może Odoaker chciał w przyszłości wykorzystać Romulusa do swoich celów.
Koniec jego panowania uważa się za koniec cesarstwa zachodniorzymskiego. Często data ta jest też uznawana za symboliczny koniec starożytności.
Jego dalsze losy są nieznane. Prawdopodobnie żył jeszcze długo i pobierał rentę zarówno od Odoakra, jak i jego następców, w tym Teodoryka Wielkiego. Kasjodor w 507 (lub 511) roku napisał w imieniu tego władcy list do „Romulusa”, potwierdzający wypłacanie mu renty. Większość historyków identyfikuje owego „Romulusa” z byłym cesarzem. Uważa się, że Romulus Augustulus zmarł przed przywróceniem władzy bizantyjskiej w Italii (536).

## Charakter rządów
Obejmując rządy, Romulus Augustulus miał 12 lat (był więc młodszy niż Heliogabal i Aleksander Sewer, mający w roku objęcia rządów 14 lat). Jak dwaj wymienieni był marionetką w rękach swojej rodziny, z tą różnicą, że Romulusem kierował ojciec, a dwoma pozostałymi babka Julia Maesa oraz ich matki Julia Soaemias (Heliogabala) i Julia Mamaea (Aleksandra Sewera). Jego władza nie została uznana przez cesarza wschodniorzymskiego Zenona.

## Film
Romulus Augustulus jest jedną z głównych postaci filmu z 2007, pt. „Ostatni Legion”. W jego rolę wcielił się Thomas Brodie-Sangster. Film jest pełen anachronizmów i przeinaczeń: podaje jedną z nieprawdopodobnych wersji dalszego życia ostatniego cesarza Rzymu, utożsamiając go z królem Brytanii – Utherem Pendragonem, pogromcą Vortigerna i ojcem króla Artura.